# Ataques con misiles de Kostantínovka de 2024
El 9 de agosto de 2024, las Fuerzas Armadas de Rusia llevaron a cabo un ataque con misiles contra el supermercado EKO-market en Kostantínovka, en el óblast de Donetsk aún bajo soberanía ucraniana, matando a 14 personas e hiriendo a otras 44. Se dañaron 10 casas particulares, 9 tiendas, un supermercado, una oficina de correos, pabellones minoristas, un gasoducto, un lavadero de coches y 12 vehículos.  En el lugar del impacto, los rescatistas desmantelaron 76 toneladas de escombros de construcción.

## Fondo
El supermercado EKO-market abrió sus puertas el 30 de diciembre de 2008 en la intersección de las calles Gromova y Levanievskogo. Diariamente, el supermercado atendía a unas 4.000 personas. Posteriormente, el supermercado comenzó a alquilar paulatinamente parte de su espacio, lo que dio lugar a la aparición de nuevos establecimientos, como una sucursal de Nova Poshta, un complejo de ocio, cafeterías, un cine, tiendas y otros puntos de venta.

## Ataque
El gobernador del óblast de Donetsk, Vadym Filashkin, dijo en un principio que el ataque se había llevado a cabo con artillería, pero más tarde afirmó que se había utilizado un misil Kh-38. Murieron catorce personas, entre ellas tres niños, y otras 44 resultaron heridas.
Según el ministro del Interior ucraniano, Igor Klymenko, el ataque también alcanzó viviendas y comercios. Filashkin dijo más tarde que habían resultado dañados cuatro viviendas, nueve comercios, un lavadero de coches y 12 coches. También resultó dañado un departamento de transporte de mercancías de la empresa de servicios postales Nova Poshta, situado en el interior del supermercado, en el que resultó herido uno de sus empleados.
El ataque fue seguido más tarde ese mismo día por una ronda de bombardeos desde los sistemas de lanzamiento múltiple de cohetes Smerch que hirieron a dos personas y dañaron seis casas y un gasoducto.

## Reacciones
El jefe de la Administración Presidencial de Ucrania, Andrey Yermak, calificó el ataque como "otro caso de terrorismo ruso", mientras que el presidente Volodímir Zelenski se comprometió a responsabilizar a Rusia.